# Tinodes miostyllos
Tinodes miostyllos är en nattsländeart som beskrevs av Wolfram Mey 1998. Tinodes miostyllos ingår i släktet Tinodes och familjen tunnelnattsländor. Inga underarter finns listade i Catalogue of Life.